# Busa dell’Adamo
Busa dell’Adamo (deutsch Adamsloch) ist ein Abri und ein steinzeitlicher Fundplatz bei Rovereto im Trentino. Anhand der vom Archäologen Paolo Orsi (1859–1935) zwischen 1881 und 1882 gemachten Funde konnte festgelegt werden, dass dieser Bereich des Etschtales bereits am Ende der Mittelsteinzeit von Menschen aufgesucht wurde.

## Lage
Der Abri befindet sich auf der orographisch linken Talseite des Vallagarina am südlichen Rand des zu Rovereto gehörenden Stadtteils Lizzana. Er liegt oberhalb der Brennerstaatsstraße an den nordwestlichen Ausläufern des Monte Zugna auf 270 m s.l.m. und ist über einen Fußweg von Lizzana aus in etwa 30 Gehminuten erreichbar.

## Topographie
Der aus Sedimentgesteinen bestehende Felsüberhang entstand durch erosive Prozesse während der Würm-Kaltzeit am Rand eines etwa 100 m langen Gletscherbeckens. Letzteres wurde durch Geröll-  und Steinhalden zum Teil aufgefüllt und später durch die Anlegung von einigen landwirtschaftlich genutzten Terrassen in seiner ursprünglichen Form verändert. Die Halbhöhle besitzt eine ellipsenartige Form und ist etwa 10 m lang, 3 m breit und 2 m hoch. Der Erdboden des Abri wurde vollständig abgetragen und sehr wahrscheinlich bei der Anlegung der davor liegenden Terrassen genutzt. Neben der Öffnung befindet sich links ein weiterer etwa 1 m unter dem Niveau des Höhlenbodens liegender kleinerer Abri, der zum Großteil durch Geröll verschüttet ist und im Ansatz zu erkennen ist. Das ganze Areal ist von Niederwald umgeben, der auch die Geröllhalde überdeckt hat.

## Entdeckung
Die Existenz der Halbhöhle unter dem Namen Busa dell’Adamo war bereits bekannt, als der angehende Archäologe Paolo Orsi 1881 bei einem Spaziergang auf den Abri stieß, der seine Neugier weckte. Nach dem Fund einiger Feuersteine und Tonscherben auf dem Areal vor der Halbhöhle, erforschte Orsi im November 1882 das Areal weitergehend.
Orsi, der im Auftrag des städtischen Museums von Rovereto bereits ein Jahr zuvor die Grabungen an der Grotta del Colombo bei Mori, etwa 5 km auf der gegenüberliegenden Talseite entfernt, geleitet hatte, wurde wiederum mit der Leitung der Grabungen betraut. Bei beiden ließ er vertikale Profile anlegen und war damit einer der Pioniere der stratigraphischen Archäologie im Trentino.
Zwischen dem 8. und 14. November 1882 wurde zwei vom Abri ausgehende etwa 4 bis 6 lange, 1 m breite und 1 m tiefe Gräben sowie eine fast quadratische Fläche ausgehoben, die eine Tiefe von 1,35 m erreichte, bis Geröllblöcke ein Weitergraben unmöglich machte. Zudem wurde versucht, den kleineren, verschütteten Abri freizulugen, was aber aufgrund des verblockten Materials nicht gelang. Aufgrund der begrenzt zur Verfügung gestellten Mittel des Museums musste Orsi auf ein Freilegen des verschütteten Abril verzichten.
Auch bei der 1975 von Bernardo Bagolini und Adriano Rigotti durchgeführten Untersuchung der Fundstätte scheiterte der Versuch, den kleineren, verschütteten Abri freizulegen.

## Bedeutung
Bei den von Paolo Orsi zwischen 1881 und 1882  durchgeführten Erkundungen und Grabungen konnten insgesamt 56 bearbeitete Feuersteine, die als Klinken dienten und zum Großteil nur in Fragmenten erhalten waren, sowie einige Tonscherben geborgen werden. Der Feuerstein war vor Ort gebrochen und bearbeitet worden, wie die Abschläge eines bei der Grabung gefundenen und halb bearbeiteten Feuersteinblockes beweisen. Die Fundstücke lagen in mehrere Straten schwarzer Erde, die nach der Beurteilung Orsis organischen Ursprungs war und sich aus dem Abfall der Abribewohner gebildet hatte. In seinem Grabungsbericht hielt Orsi fest, dass die Bauern einige Jahre zuvor zahlreiche Tierknochen von Haus- und Wildtieren auf dem Areal gefunden hatten, von denen er allerdings keine Spuren mehr fand. In seinem Bericht datierte er den Fundplatz anhand der Funde auf die frühere Jungsteinzeit und stellte damit als Erster die Hypothese auf, dass der Mensch das Etschtal bereits in der früheren Jungsteinzeit frequentiert hatte. Die Annahme Orsis wurde bei den 1975 durchgeführten Untersuchungen bestätigt. Nach Bagolini und Rigotti kann davon ausgegangen werden, dass der Abri Busa dell’Adamo an der Übergangszeit von der Mittelsteinzeit zur Jungsteinzeit von Menschen aufgesucht wurde.
Von den von Orsi freigelegten Fundstücken sind nur noch einige im städtischen Museum in Rovereto aufbewahrt, da der Großteil während der beiden Weltkriege verloren ging.